# Фует
Фует (кат. fuet — «батіг») — це каталонська тонка суха в'ялена ковбаса зі свинини в свинячій кишці. Найвідоміша виробляється в кумарці Узона і також відома як Вік фует (fuet de Vic, на честь міста Вік, столиці Узони). Для надання особливого аромату в ковбасу додають чорний перець і часник, а іноді й аніс. На відміну від чорісо, фует не містить паприки. Також традиційно ковбасу фует виготовляють у місті Олот та прилеглій місцевості.

## Особливості
Виготовляють фует у вигляді прямих ковбасок, товщиною в один-два пальця, за формою круглих або сплющених. Зовні фует вкритий білою благородною пліснявою, яка має тонкий грибний аромат. Подається в сирому вигляді, як тапа або закуска. Фует у перекладі з каталонської означає «батіг», що відповідає характерній формі іспанської ковбаси.